# 우코
우코(핀란드어: Ukko)는 핀란드 신화의 천공신, 수확, 천둥의 신이다. 애이얘(핀란드어: Äijä) 또는 애이이외(핀란드어: Äijö)라고도 하며, 에스토니아 신화에서는 우쿠(에스토니아어: Uku)라 한다. 핀란드어로 천둥을 의미하는 단어는 "우코넨"인데, 이는 우코 신의 이름에서 파생된 지소사다. 일부 학자들은 우코의 원래 이름이 일마리넨이라고 보는 한편, 어떤 학자들은 발트의 페르켈레가 우코의 기원이라고 보기도 한다. 우코는 핀란드 신화에서 가장 중요한 신이지만, 이 중요성이 후대에 기독교의 영향을 받은 결과인지 여부는 학자마다 의견차이가 있다.

## 같이 보기
- 애니미즘
- 천공신